# Жаназар-батир
Жаназа́р-бати́р (каз. Жаназар батыр) — село у складі Шиєлійського району Кизилординської області Казахстану. Входить до складу Сулутюбинського сільського округу.
У радянські часи село називалось Ферма № 3 совхоза Первомайський, до 2018 року — Бірлестік.
Населення — 470 осіб (2021; 293 у 2009, 667 у 1999, 1156 у 1989).